# Напад на Неродимље
Напад на Неродимље или бој на Породимљи се одиграо 1331. године између краља Стефана Дечанског и његових присталица, углавном старије властеле на једној и младог краља Стефана Душана и његових присталица, углавном синова старије властеле на другој.

## Разлози за бој
У лето, 28. јула 1330. године српска војска пресрела је бугарску војску и поразила у боју на Велбужду. Бугарски цар Михајло III Шишман, који је водио напад на Краљевину Немањића, је убијен, а Бугари су као српских такмаца на Балкану потиснути су и Србија је избила у први план као прва војна сила на том подручју. Непосредно после боја српска војска је под вођством краља Стефана Уроша III Дечанског ушла је у Бугарску и заузела престоницу Трново, a поражени бугарски племићи (Бољари) затражили су од српског краља да присаједини Бугарску Србији и од две краљевине начини једну, али Дечански је ту понуду одбио изговарајући се да „није пошао у бој да потчини једну братску, православну земљу, већ да своје земље од Бугара одбрани“ и његов једини услов за мир био је повратак на бугарски престо Ане, сестре Дечанског и удовице убијеног бугарског цара Шишмана, уз понеку исправку границе. За једну такву убедљиву победу услови мира били су изузетно благи. Са таквим одредбама мира углавном се није слагала српска властела која је сматрала да је требало узети много више и вођа те властеле постао је син краља Дечанског, млади краљ Душан.
Крајем јануара 1331. године до Дубровника су дошле вести о некаквој свађи, или сукобу краљева у Србији. Због тога, Дубровчани су одлучили почетком фебруара 1331. године да пишу обојици краљева, како је Дубровчанима жао да је дошло до сукоба краљева у Србији и да се надају обнови мира, а изразили су жеље да буду заштићени трговцима из Дубровника и њихова имовина. Војска Стефана Уроша III Дечанског упала је у Зету у област Скадра против Душана између фебруара и априла 1331. године, али Душан је прешао на другу страну реке Бојане и избегавао отворену битку, а после се састао са оцем и измирио у априлу 1331. године, У нападу војске краља Уроша III на Душана изгледа није било веће битке, а војска која је послата против Душана уништавала је пољопривредне културе на подручју Скадра и Душанов двор на обали реке Дримац.
Примирје између краља Уроша III и младог краља Душана у Србији трајао је до средине августа 1331. године. Измирење младог краља Душана и његовог оца у августу 1331. више није могло да се одржи. Душан је позван да се појави на краљевом двору, али према Даниловом настављачу у страху од краља, а на наговор своје властеле Душан се одлучио да са његовом војском изненада нападне оца.

## Време Душановог напада на Неродимље
Притиснут захтевима властеле Душан је пошао на тадашњи владарев двор Неродимље у којем је боравио краљ Урош III Дечански. Према Даниловом зборнику млади краљ Душан и његова “невелика” пратња ишли су брзо “од града Скадра” и до Неродимља стигли су “када је свитао дан среда”. Претпоставља се да се то догодило у среду 21. августа 1331. године. Пред напад у свитање 21. (или 28) августа 1331. године Душанови коњаници морали су прећи пут дуг око 140 километара, а за то је требало вероватно најмање око 7 сати јахања.

## Ток битке
О нападу на Неродимље 1331. године је остао кратак опис од Даниловог настављача. Владарске дворове (Сврчин, Штимље, Породимље, Пауни, и Неродимље), на подручју, данас несталог, Сврчинског језера треба замислити као неутврђене дрвене дворове са палисадним зидовима и можда релативно плитким шанчевима, а мање као камене замкове, утврђења. У близини дворова налазило се утврђено склониште Петрич.
Желећи да избегне веће проливање крви и да бој оконча што брже да се не би претворио у грађански рат, Душан је напао Неродимље изненада у јутро неке среде, мисли се 21. августа 1331. године. Према Даниловом настављачу није имао много војника “не беше велика њихова сила, но мали неки број”. Тешко је замислити колико је коњаника Душан довео, али поражена страна краља Дечанског можда је била слабија, или мање борбена. Напад је почео са Прозрака у правцу истока где је било Неродимље. Северно од Прозрака била је тврђава Пертрич. Није познато колико је трајао Душанов напад, нити да ли је до праве борбе уопште дошло. Као да се све догодило врло брзо, а “његов родитељ, превисоки краљ, попе се на коња његовог и побеже у град Петрич, са нешто мало своје властеле”.

## После битке
Можда истог дана, Душанова војска стигла је под Петрич а краљ Дечански се убрзо предао не желећи грађански рат у Србији. Анонимни настављач Данила записао је да је заробљени краљ Дечански одведен са женом у тврђаву Звечан на северу Косовског поља и да је тамо требало да буде чуван, док се не измири са Душаном.
Стефан Урош IV Душан је сазвао државни сабор у двору Сврчин, јужније од Липљана, и у дворској цркви Светог Јована Претече на празник рођења Богородице (Мала Госпојина) 8. септембра 1331. године крунисан је за краља свих српских и поморских земаља.
Више од месец дана после Душановог крунисања, затворени краљ Дечански је умро 11. новембра 1331. године.
Говорило се да је отрован по Душановој наредби, што је један од разлога зашто Душан, једини од Немањића, није проглашен за свеца.